# SDカード (運転免許)

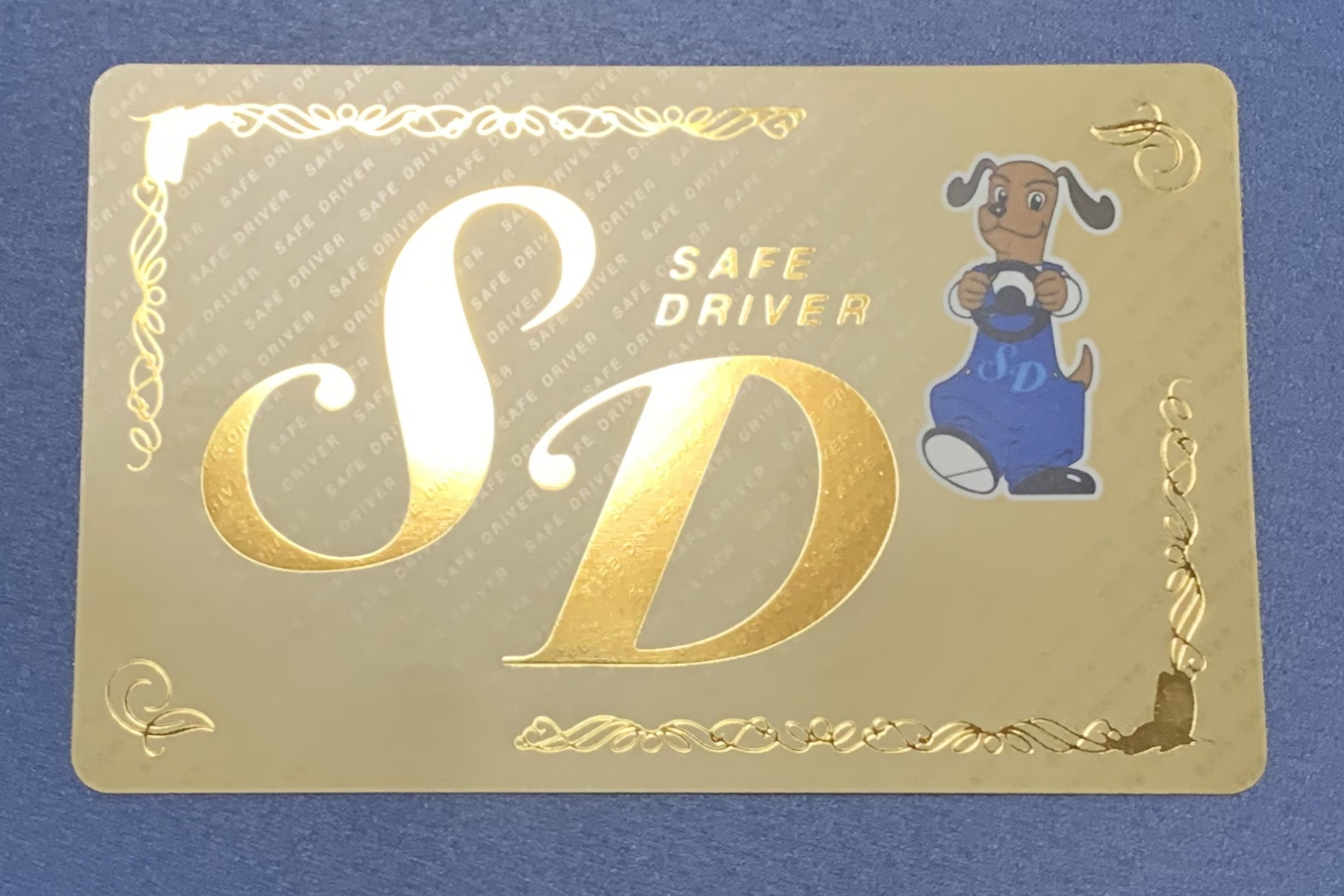
SDスーパーゴールドカード（20年以上）

SDカード（英称：Safe Driver Card）は、警察庁が所管する自動車安全運転センターが発行する無事故無違反の携帯用証明証である。

## 概要
SDカードは無事故無違反を続けている期間により、次の区分があり、裏面には「無事故無違反の証」と記され都道府県名と番号が表示されている。
- グリーン（若草色）：1年以上2年未満
- ブロンズ（銅色）：2年以上4年未満（従来は水色[1]）
- シルバー（銀色）：4年以上10年未満
- ゴールド（金色・枠なし）：10年以上20年未満
- スーパーゴールド（金色・枠あり）：20年以上

各都道府県の自動車安全運転センター（=運転免許試験場内）に無事故・無違反証明書か運転記録証明書を申し込む（証明1件につき670円）と、証明日以前に1年以上事故や違反の記録がない場合、後日郵送で証明書と一緒にSDカードをもらえる。殆どの指定自動車教習所では、卒業検定の料金に申請手続きの手数料を含めているか、もしくは諸経費などの名目で別途670円の申請料を徴収するなどを経て、卒業から1年後まで無事故無違反を続けていれば、自動的にカードと証明書が送られて来る。
なお、事故や交通違反検索の対象期間には、全ての種類の保持期間が含まれる。例えば、10年以上前に何らかの運転免許証を取得し、その後無事故無違反である人に対して「金色の証明」がなされる場合、その証明の日から10年だけ遡って「この10年間事故がない」と記されるわけではなく、日本の運転免許（種類を問わない）を初めて取った日から、証明の日まで無事故無違反である旨の記載がなされる。途中にうっかり失効等で欠落期間があっても、運転免許証の番号が変わらなければ、そこで途切れることはなく、最初の免許取得日が始期として表記される。そのような場合、失効前の部分については「旧免許」の期間であることも付記される。

## 効力
交通反則通告制度や人身交通事故が無い公的証明書であり、法的な効果は何も持たないが、一例としては、個人タクシーの申請、運送事業所における安全運転意識の啓発を目的に活用されている。また、社用で社用車を運転するための社内資格として、SDカード取得を義務付けている事業者もある。さらには、就職時のチェック項目の1つとして活用している事業者もある。
安全運転に対する一種の特典制度でもあり、優遇店にはロードサイド店舗が多い。

## 使用可能な業種
ガソリンスタンド（給油・洗車やオイル交換などの割引）、金融機関（マイカーローンの金利優遇）、ゴルフ場（プレー料金の割引）、運転代行、指定自動車教習所（入校料金割引）など、優遇される業種や割引内容は複数ある。

## 問題点
免許の更新は5年毎だがSDカード優遇店および施設・サービスはカードの色に関係なく、それぞれの特典有効期間がばらばら（発行日から1年間のみ有効のところもあれば、5年間まるまる有効なところもある）で年数が経つほど有効期限を過ぎていて、特典の対象外となってしまう優遇店もある。
運転免許更新時に警察官から「交通事故の裁判などの際にSDカードがあれば無事故・無違反の証明となり、弁護側に有利になる」とSDカード更新を勧誘されるが、実際には刑事事件の裁判で被告人の違反・前歴証明は検察側にあり、SDカードがなくても一切不利にはならない。
SDカード発行手数料だけで年間54億円もの収入があり、そのうち役職員給与だけで33億円が支払われている（2007年〈平成19年〉度）。常勤役員は警察庁や自治省・財務省の天下り役人で占められており、交通安全協会と同様に典型的な天下り商売との批判も強い。